# Йосиф Теофіл Теодорович
Овсеп Теодорович, більше відомий як Йосиф Теофіль Теодорович (пол. Józef Teofil Teodorowicz, вірм. Յովսէփ Թէոֆիլ Թէոդորովիչ, 1864, с. Живачів нині Тлумацький район Івано-Франківська область — 1938, Львів) — архієпископ львівський Вірменської католицької церкви.

## Біографія
Народився у шляхетській родині вірменського походження у селі Живачеві на Покутті (Австрійська імперія, тепер Тлумацький район Івано-Франківська область, Україна).
Закінчив цісарсько-королівську гімназію у Станиславові, навчався на юридичному факультеті Чернівецького університету, але пережив кризу віри та пішов навчатися до духовної семінарії у Львові. Був священиком у Бережанах та Львові.
30 травня 1901 року відбулись вибори Львівського Вірменського архієпископа. Отримав під час голосування 12 голосів «за», інши претендент — Богдан Давидович — 10.
У неділю 19 червня 1904 Митрополит Андрей Шептицький, Перемиський Владика Костянтин Чехович і Архієпископ вірменського обряду Йосиф Теодорович довершили інсталяцію новопризначеного Владики Григорія Хомишина у Станиславівській унійній катедрі.
1912 р. отримав звання доктора теології.
Був активним політиком польської орієнтації в часи Австро-Угорщини (посол до Галицького крайового сейму у Львові та Палати панів — верхньої палати австрійського парламенту), а вже у II Речі Посполитій — послом до Сейму та сенатором (відмовився від мандату на вимогу Папи римського). Проте надалі був активним у політичному житті країни, а також міжнародних церковних зв'язках.
У 1928 — 1930 рр. проводив капітальний ремонт львівського Вірменського собору, який був прикрашений фресками Яна Генрика Розена і мозаїками Юзефа Мегофера.
З 7 грудня 1938 р., часу смерті Теодоровича, посада архієпископа львівського Вірменської католицької церкви залишається вакантною.

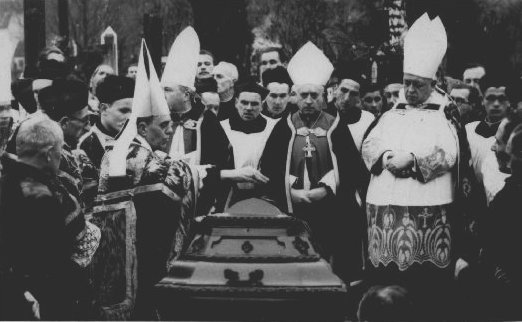
Похорон архиєпископа Йосифа Теодоровича. Діонісій Каєтанович (ліворуч) насипає на труну пригоршню землі

У 2-й Речі Посполитій загальнонаціональний траур оголошували чотири рази, один із яких — на честь архієпископа Теодоровича. На власне бажання архієпископа його було поховано не традиційно — у вірменському кафедральному соборі, а на Цвинтарі захисників Львова. Цим символічним актом підкреслювалась його відданість Польщі та заслуги «в обороні польськості Львова і Східної Галичини». Похоронні відправи служили священики римо-католицької, вірменської католицької та греко-католицької церков.
У 1971 р. львівські поляки таємно пересли труну з тілом Теодоровича до приватної гробниці на Личаківському цвинтарі, саме перед знищенням Цвинтаря захисників Львова.
У 2008 р. польський Сенат прийняв спеціальну ухвалу на честь Теодоровича, назвавши його «героїчним патріотом», «уособленням найкращих традицій Речі Посполитої». 7 червня 2011 р. його було перепоховано на Цвинтарі захисників Львова.

## Відзнаки
- 2 травня 1924 р. нагороджений Великим хрестом Ордена Відродження Польщі.[7]
- Почесний мешканець Бережан (1897) та Львова (1924).